# Elias Boudinot
Elias Boudinot o Buck Oowatie (Pine Ridge, Geòrgia, 1800- Echota, Oklahoma 1839) era un intel·lectual cherokee. Era nebot del cap Major Ridge i germà de Stand Watie, estudià amb els missioners, i després d'escoltar un discurs de Thomas Jefferson el 1818, adoptà el nom americanitzat. El 1826 també es casà amb una blanca. El 1828 anaren a New Echota i amb Sequoyah editaren el diari bilingüe Cherokee Phoenix. El 1832 va donar suport al Removal i fou un dels signants del Tractat de New Echota (1838), raó per la qual fou assassinat amb el seu oncle i cosí.